# Cryptanura fraternans
Cryptanura fraternans är en stekelart som först beskrevs av Cameron 1885.  Cryptanura fraternans ingår i släktet Cryptanura och familjen brokparasitsteklar. Inga underarter finns listade i Catalogue of Life.